# Lucius Apronius
Lucius Apronius est un homme politique des débuts de l'Empire romain.

## Famille
Il fait partie de la gens Apronia. De son mariage avec une Caesia, il a deux filles et un fils; 
- Apronia, épouse en 2, Marcus Plautius Silvanus, assassinée par son époux en 24[a 1];
- Lucius Apronius Caesianus, consul en 39, issus de son mariage avec une Caesia;
- (Apronia) Caesia (ou Caesiana), épouse de Cnaeus Cornelius Lentulus Gaetulicus.
- Peut être (Apronia), mère de Lucius Vipstanus Apronianus.

## Biographie
Apronius commence sa carrière politique en tant que triumvir monétaire en -9 (ou -5). 
Il partage les réalisations de Caius Vibius Postumus et gagne les ornements triomphaux pour ses actions dans la répression de la grande révolte illyrienne entre 6 et 9 et dans les guerres romano-germaniques, avec Aulus Caecina Severus et Caius Silius en 15 apr. J.-C. Il est consul suffect en juillet 8 avec pour collègue Aulus Vibius Habitus.
Au Sénat, Apronius décrète des offrandes à Jupiter, à Mars et à la Concorde, à la suite de la condamnation de Lucius Scribonius Libo, qui s'est engagé dans un complot contre Tibère.
En 18, Lucius Apronius devient proconsul d'Afrique, où des troubles ont éclaté. En effet, l'année précédente, en 17, le numide Tacfarinas a rassemblé une armée pour lancer des raids et tenter de s'opposer à la domination romaine. Le prédécesseur d'Apronius, Marcus Furius Camillus le tient en échec. Toutefois, en 18, Tacfarinas reprend les hostilités, lançant une série d'attaques et de raids contre les villages et accumulant un gros butin. Il encercle une cohorte de l'armée romaine qu'il réussit à vaincre. Lucius Apronius, le nouveau proconsul, qui a succédé à Camillus, envoie le corps des vétérans contre Tacfarinas qui est battu. Apronius punit sévèrement la cohorte de la Legio III Augusta par la décimation à la suite de sa défaite. Le Numide entreprend alors une tactique de guérilla contre les Romains, mais après quelques succès, il est de nouveau battu et repoussé dans le désert.
En 23, Apronius, avec l'ancien proconsul d'Afrique Lucius Aelius Lamia, se portent garant de l'innocence d'un homme, accusé de fournir des céréales aux insurgés numides de Tacfarinas.
En 28, il est propréteur en Germanie inférieure et commande des forces combinées avec celle de la Germanie supérieure contre les révoltés Frisons. Il y est gouverneur probablement jusqu'en 34.